# Renault FX
Pour les articles homonymes, voir FX.
Le Renault FX est un camion fabriqué par Renault de 1920 à 1922.

## Historique
Le Renault FX est présenté aux Mines le 31 juillet 1920. Il s'agit d'un camion de 5 tonnes de charge utile, à moteur sous capot. Il est produit jusqu'en 1922.